# Холодний Ключ (Алнаський район)
Холо́дний Ключ (рос. Холодный Ключ) — присілок (колишній виселок) у складі Алнаського району Удмуртії, Росія.

## Населення
Населення — 6 осіб (2010; 6 в 2002).
Національний склад станом на 2002 рік:
- удмурти — 100 %

## Історія
Присілок був заснований 1927 року як виселок вихідцями із сусіднього присілку Варзібаш, входив до складу Азаматовської сільради спочатку Алнаської волості, з 1929 року — Алнаського району, а у період 1963–1965 років — Можгинського району. 1 травня 1932 року тут був створений колгосп «1 Травня». У 1980-ті роки присілок був віднесений до категорії неперспективних і жителі в основному виїхали до сусіднього присілку В'язовка.

## Урбаноніми[5]
- вулиці — Російська, Удмуртська